# Генри Лю
Генри Лю (англ. Henry Liu, кит. трад. 劉宜良, пиньинь Liú Yíliáng; 7 декабря 1932 года, Цзинцзян, Республика Китай — 15 октября 1984 года, Дейли-Сити, Калифорния, США), также известный под псевдонимом Чан Нан (江南; Jiāng Nán) — тайваньско-американский писатель и журналист. Был ярым критиком Гоминьдана, в то время единственной правящей партии на Тайване. Наиболее известен за то, что написал неофициальную биографию Чана Кайши, тогдашнего президента Китайской Республики. Позже стал гражданином США и проживал в Дейли-Сити, штат Калифорния, где на него было совершено покушение членами Бамбукового союза, которые, по некоторым данным, прошли подготовку в отделе военной разведки Гоминьдана.

## Биография
Родился 7 декабря 1932 года в Цзинцзяне, Цзянсу, Китайская Республика. Когда ему было девять лет, его отец был убит коммунистами. Когда ему исполнилось шестнадцать, его призвали в Национально-революционную армию. Эвакуировался на Тайвань в 1949 году. После ухода из армии он работал на государственном радио, а затем репортером в газете Taiwan Daily News. За годы работы там, он несколько раз отправлялся на задания в Гонконг, Манилу и во Вьетнам. После своей свадьбы, он стал иностранным корреспондентом в 1967 году и переехал в Вашингтон, где учился в аспирантуре Американского университета и работал переводчиком в Государственном департаменте США.